# Pettenhof (Schmidmühlen)
Pettenhof ist ein Gemeindeteil des Marktes Schmidmühlen im Oberpfälzer Landkreis Amberg-Sulzbach in Bayern.

## Lage
Der Weiler Pettenhof befindet sich 1,7 km  südlich von Emhof. Östlich von Pettenhof befindet sich die Staatsstraße 2185. Durch Pettenhof verläuft der Vilstalwanderweg.

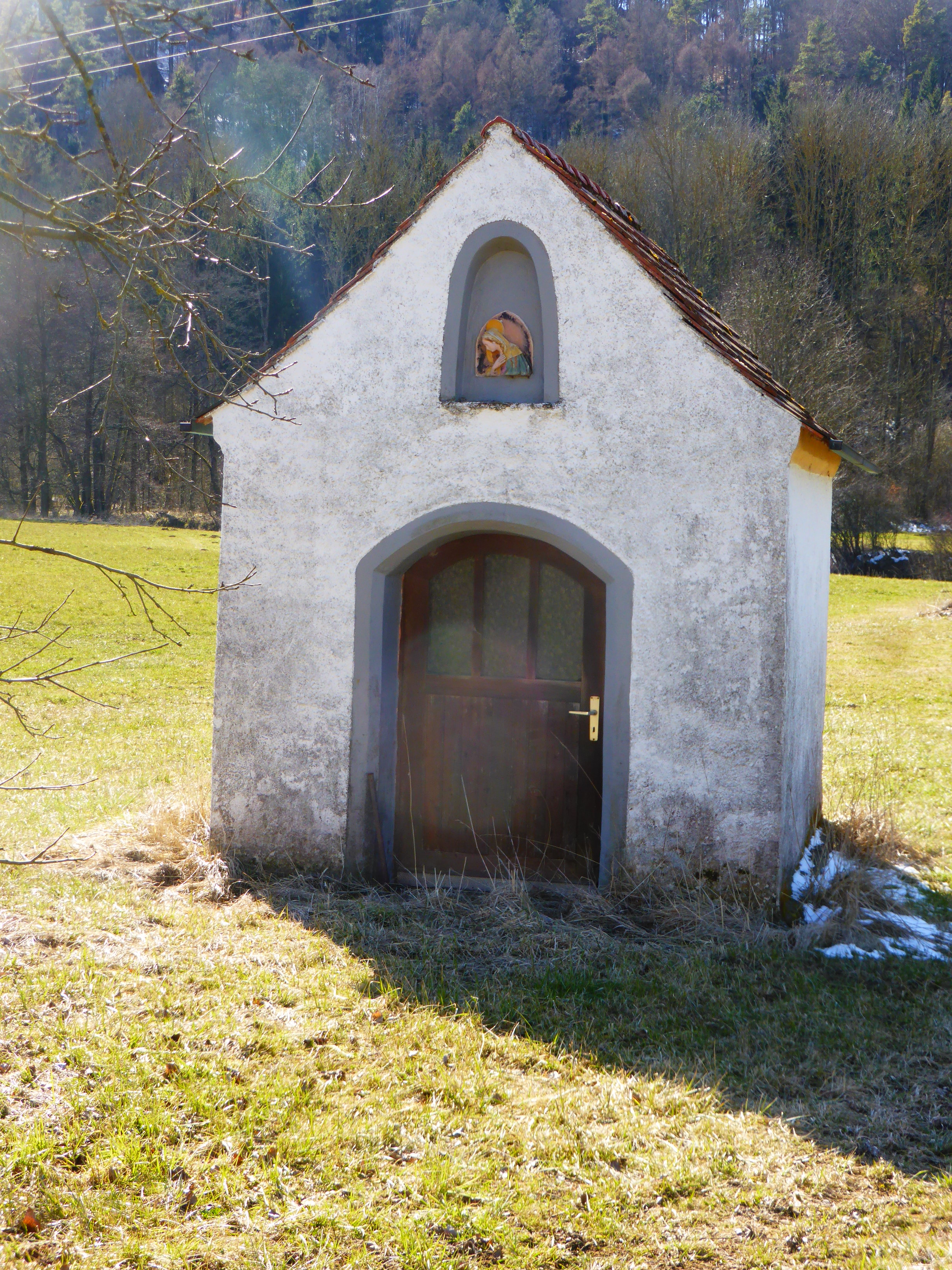
Marienkapelle in Pettenhof

## Geschichte
In Pettenhof befand sich ein Eisenhammer, der vom Wasser der Vils betrieben wurde. In den Kunstdenkmälern des Königreichs Bayern wird auch eine mittelalterliche Turmruine erwähnt, die von einem Hammerschloss herrührt. Diese wird als Bodendenkmal unter der Aktennummer D-3-6737-0048 im Bayernatlas als „untertägige Befunde im Bereich der mittelalterlichen Turmruine und Hofwüstung Pettenhof“ geführt. 

## Sehenswürdigkeiten
- Marienkapelle in Pettenhof